# Eric Pierik
Johannes Maria Henricus „Eric“ Pierik (* 21. März 1959 in Zwolle) ist ein ehemaliger niederländischer Hockeyspieler, der 1983 Europameister wurde.

## Sportliche Karriere
Eric Pierik bestritt von 1980 bis 1984 73 Länderspiele für die niederländische Nationalmannschaft, in denen er ein Tor erzielte.
1983 bei der Europameisterschaft in Amsterdam war er in allen sieben Spielen dabei. Die Niederländer gewannen ihre Vorrundengruppe vor der Mannschaft aus der Sowjetunion. Nach einem 4:1-Halbfinalsieg gegen Deutschland nach Verlängerung trafen die Niederländer im Finale erneut auf die sowjetische Mannschaft. Am Ende der regulären Spielzeit stand es 2:2 und nach der Verlängerung 4:4. Die Niederländer siegten schließlich im Siebenmeterschießen. Auch bei den Olympischen Spielen 1984 in Los Angeles wirkte Pierik in allen sieben Partien mit. Am Ende des Turniers belegten die Niederländer den sechsten Platz.
Eric Pierik spielte bei Hattemse MHC.